# ツーカーS
ツーカーS（ツーカー エス）は、かつてツーカーブランドを展開していたKDDIの第二世代携帯電話 (PDC) 端末製品である。製造型番はTK50。開発および製造・発売元は京セラ。

## 概要
65歳以上の高齢者（当時）向けに、アドレス（電話帳）機能無し、アプリのダウンロード機能無し、カメラ無し、着信メロディ機能無し、Ezweb使用不可、液晶ディスプレイ無し、Eメール無し、ブラウザ無しといった、携帯電話の多機能化とは一線を画した無い物尽くしの音声通話専用端末であった。
電波状態やバッテリーの残量はLEDランプで表示され、電源ボタンはスライド式と徹底したシンプル化を行っている。ストレート端末であるが、キーロック機能も無く、通話ボタンを他のボタンより凹ませ、通話ボタンを押してから電話番号を押すことによって誤発信を防ぐ仕様になっている。
また、着信音は一種類のみでマナーモードも全く搭載されていない為、着信音が鳴る事が好ましくない状況では電源を切る必要がある。
名称に関しては究極のシンプル端末を意味し、黒電話並みの使いやすさで説明書の要らない携帯電話とPRされた。実際に添付された説明書は大きな紙1枚だった。販売当初より5000円以下で提供され、1年以上ツーカーで最も人気の高い端末になった。なおこの端末は2004年度のグッドデザイン賞ユニバーサルデザイン賞を受賞している。

## 他キャリアへ与えた影響等
ツーカーSの人気より、関連会社のKDDI・沖縄セルラー電話連合のauブランド（以下au）も簡単ケータイS(A101K)を後に発売し、関東・東海・関西以外の無いものつくしの機種の需要に応えるかたちとなった。2010年8月10日にauから簡単ケータイSの最新機種としてPT001が発売されたものの、この機種も2013年3月末を以て販売終了となった。
競合他社では、NTTドコモかららくらくホンシンプル（D880SS）が発売された。ソフトバンクモバイルではこの種の端末を発売しなかった一方、2010年4月に発売されたSoftBank 740N（コドモバイル）および741Nは対象が異なるとはいえ、無い物づくしという点では共通している。
なお、これらとは別に、エイビットがウィルコム向けに固定電話の外見と操作性を持つ音声PHS端末WX02A（イエデンワ）を供給し高齢者への販売を伸ばしたが、PHS廃止への流れにより、外見等をほとんど変えずにSIMフリーの音声移動端末の仕様になったAK-010になっている。

## 歴史
- 2004年7月29日：電気通信端末機器審査協会 (JATE)通過（A04-0401001）
- 2004年10月18日：ツーカーよりプレスリリース
- 2004年11月19日頃：発売開始

## 注
1. ↑  この件については、後発のau向け通話専用端末のA101K、およびPT001も同様である。
2. ↑  このほか、GPS（いずれも通報機能のみ）が搭載されている点が異なるが、KDDI・沖縄セルラー電話のauブランドのmamorino/mamorino2/mamorino3（KYY01/02/05・安心ジュニアケータイの事実上の後継機種）およびMi-Look（KYY03・mamorinoシリーズの高齢者向け版にして簡単ケータイSシリーズ(A101K・PT001)の事実上の後継機種）がツーカーSと対象を異とする無い物づくしの機種として存在していた。
3. ↑  ツーカーと同じ東名阪地区限定で1.5GHz帯の携帯電話サービスを行なっていたシティフォン（2004年9月新規受付終了）では、高齢者に使いやすい無いものつくしの機種は発売されなかった。
4. ↑  ただ、ツーカーの機種ではむしろTT41に近い。
5. ↑  進化する、高齢者にやさしい電話 固定電話風PHS、迷惑電話撃退、骨伝導まで - MONEYzine 2020年10月30日閲覧